# Тис
 Тази статия е за род Taxus.  За вида Taxus baccata вижте Обикновен тис.  За семейство Taxaceae вижте Тисови.
Тисът (Taxus) е род иглолистни растения от семейство Тисови (Taxaceae). Те са сравнително бавно растящи и могат да живеят много дълго, като достигат височина от 1 до 40 m и диаметър на стъблото до 4 m. Тисовете имат червеникава кора, копиевидни плоски тъмнозелени листа дълги 1 – 4 cm и широки 2 – 3 mm. Листата са подредени спирално по стъблото, но основата им е усукана, така че образуват две плоски редици от двете му страни. Тисът е отровен, като не е отровна единствено месестата част на плодчето (арилус). Семената обаче са отровни, а народното име на Обикновения тис е отровачка. Популярния обиден жест среден пръст дължи произхода си на тиса, от който в средновековието са изработвани стрелите.
Среща се в България в планината Славянка (резервата Алиботуш).
Едно от най-използваните растения в озеленяването.

## Видове
- Taxus baccata – обикновен тис
- Taxus brevifolia – Тихоокеански тис
- Taxus canadensis – Канадски тис
- Taxus chinensis – Китайски тис
- Taxus cuspidata – Японски тис
- Taxus floridana – Флоридски тис
- Taxus globosa – Мексикански тис
- Taxus sumatrana – Суматрански тис
- Taxus wallichiana – Хималайски тис

## Други
На тиса е наречена улица в квартал „Гърдова глава“ в София (Карта).